# Ferry Pass
Ferry Pass – jednostka osadnicza (census-designated place) w hrabstwie Escambia, w północno-zachodniej części stanu Floryda, w Stanach Zjednoczonych, położona na zachodnim brzegu zatoki Escambia, w aglomeracji Pensacoli. W 2010 roku miejscowość liczyła 28 921 mieszkańców.